# Masters de tennis masculin 2008
La Masters Cup 2008 est la 39e édition du Masters de tennis masculin, qui réunit les huit meilleurs joueurs disponibles en fin de saison ATP en simple. Les huit meilleures équipes de double sont également réunies pour la 34e fois.

## Simple

### Faits marquants
- Le no 1 mondial, Rafael Nadal, déclare forfait à cause d'une tendinite au genou droit. C'est la première fois depuis 1991 que le leader du classement ATP n'est pas présent aux Masters. Gilles Simon, no 9 doublé in-extremis par Jo-Wilfried Tsonga et sa victoire dans le dernier tournoi avant le Masters, peut finalement participer.
- C'est la première fois depuis 1986 que le Masters accueille deux joueurs de tennis français : Jo-Wilfried Tsonga (no 7) et Gilles Simon (no 9, en remplacement de Rafael Nadal). En 1986, il s'agissait de Yannick Noah et Henri Leconte.
- Le no 2 mondial Roger Federer s'incline dès son premier match face à Gilles Simon, ce qui constitue sa 2e défaite consécutive face au Français cette année et dans l'absolu.
- Andy Roddick se blesse à la cheville après son premier match (contre Andy Murray) et est contraint de déclarer forfait pour le reste du tournoi. Il se fait remplacer par Radek Štěpánek.
- Radek Štěpánek devient le joueur le plus mal classé à participer au Masters depuis sa création.
- Roger Federer concède sa seconde défaite de poule face à Andy Murray et se fait ainsi éliminer du tournoi. C'est la seule fois de sa carrière en 15 participations que Federer n'atteint pas les demi-finales du tournoi
- Novak Djokovic remporte la première Masters Cup de sa carrière à 21 ans et se rapproche à 10 points seulement de la place de no 2 mondial occupée par Roger Federer[1].

### Participants
| Classement ATP Race | Classement ATP | Classement Masters | Joueur                |
| ------------------- | -------------- | ------------------ | --------------------- |
| 1                   | 1              |                    | Rafael Nadal          |
| 2                   | 2              | 1                  | Roger Federer         |
| 3                   | 3              | 2                  | Novak Djokovic        |
| 4                   | 4              | 3                  | Andy Murray           |
| 5                   | 5              | 4                  | Nikolay Davydenko     |
| 6                   | 6              | 5                  | Andy Roddick / R.1    |
| 7                   | 7              | 6                  | Jo-Wilfried Tsonga    |
| 8                   | 8              | 7                  | Juan Martín del Potro |
| 9                   | 9              | 8                  | Gilles Simon          |
| 26                  | 27             | R.1                | Radek Štěpánek        |
| 35                  | 37             | R.2                | Nicolas Kiefer        |

Andy Roddick est remplacé par Radek Štěpánek après son premier match.

Nicolas Kiefer n'a pas joué, mais était présent comme second remplaçant.

### Phase de groupes

#### Groupe rouge
- Roger Federer (no 1)
- Andy Murray (no 3)
- Andy Roddick (no 5)
- Gilles Simon (no 8)
- Radek Štěpánek (R.) remplace  Andy Roddick (no 5)

Résultats
| Gagnant       | Perdant        | Score          |
| Gilles Simon  | Roger Federer  | 4-6, 6-4, 6-3  |
| Andy Murray   | Andy Roddick   | 6-4, 1-6, 6-1  |
| Andy Murray   | Gilles Simon   | 6-4, 6-2       |
| Roger Federer | Radek Štěpánek | 7-64, 6-4      |
| Gilles Simon  | Radek Štěpánek | 6-1, 6-4       |
| Andy Murray   | Roger Federer  | 4-6, 7-63, 7-5 |

Classement
| Rang poule | Rang Masters | Rang mondial | Joueur         | Matchs G - P | Sets G - P | Jeux G - P |
| ---------- | ------------ | ------------ | -------------- | ------------ | ---------- | ---------- |
| 1.         | 3.           | 4.           | Andy Murray    | 3-0          | 6-2        | 43-34      |
| 2.         | 8.           | 9.           | Gilles Simon   | 2-1          | 4-3        | 34-30      |
| 3.         | 1.           | 2.           | Roger Federer  | 1-2          | 4-4        | 46-41      |
| 4.         | R.           | 27.          | Radek Štěpánek | 0-2          | 0-4        | 15-25      |
| 5.         | 5.           | 6.           | Andy Roddick   | 0-1          | 1-2        | 11-13      |

#### Groupe or
- Novak Djokovic (no 2)
- Nikolay Davydenko (no 4)
- Jo-Wilfried Tsonga (no 6)
- Juan Martín del Potro (no 7)

Résultats
| Gagnant               | Perdant               | Score          |
| Novak Djokovic        | Juan Martín del Potro | 7-5, 6-3       |
| Nikolay Davydenko     | Jo-Wilfried Tsonga    | 6-7, 6-4, 7-60 |
| Juan Martín del Potro | Jo-Wilfried Tsonga    | 7-64, 7-65     |
| Novak Djokovic        | Nikolay Davydenko     | 7-63, 0-6, 7-5 |
| Jo-Wilfried Tsonga    | Novak Djokovic        | 1-6, 7-5, 6-1  |
| Nikolay Davydenko     | Juan Martín del Potro | 6-3, 6-2       |

Classement
| Rang poule | Rang Masters | Rang mondial | Joueur                | Matchs G - P | Sets G - P | Jeux G - P |
| ---------- | ------------ | ------------ | --------------------- | ------------ | ---------- | ---------- |
| 1.         | 2.           | 3.           | Novak Djokovic        | 2-1          | 5-3        | 39-39      |
| 2.         | 4.           | 5.           | Nikolay Davydenko     | 2-1          | 5-3        | 48-36      |
| 3.         | 7.           | 8.           | Juan Martín del Potro | 1-2          | 2-4        | 27-37      |
| 4.         | 6.           | 7.           | Jo-Wilfried Tsonga    | 1-2          | 3-5        | 43-45      |

#### Phase finale
|  |                   |            |                |            |                   |     |   |        |        |        |        |        |
|  | 1/2 finale        | 1/2 finale | 1/2 finale     | 1/2 finale | 1/2 finale        |     |   | Finale | Finale | Finale | Finale | Finale |
|  |                   |            |                |            |                   |     |   |        |        |        |        |        |
|  |                   |            |                |            |                   |     |   |        |        |        |        |        |
|  | Andy Murray       | (3)        | 5              | 2          |                   |     |   |        |        |        |        |        |
|  | Andy Murray       | (3)        | 5              | 2          |                   |     |   |        |        |        |        |        |
|  | Nikolay Davydenko | (4)        | 7              | 6          |                   |     |   |        |        |        |        |        |
|  | Nikolay Davydenko | (4)        | 7              | 6          | Nikolay Davydenko | (4) | 1 | 5      |        |        |        |        |
|  |                   |            |                |            |                   | (4) | 1 | 5      |        |        |        |        |
|  |                   |            | Novak Djokovic | (2)        | 6                 | 7   |   |        |        |        |        |        |
|  | Novak Djokovic    | (2)        | Novak Djokovic | (2)        | 6                 | 7   | 4 | 6      | 7      |        |        |        |
|  | Novak Djokovic    | (2)        |                |            |                   |     | 4 | 6      | 7      |        |        |        |
|  | Gilles Simon      | (8)        | 6              | 3          | 5                 |     |   |        |        |        |        |        |
|  | Gilles Simon      | (8)        | 6              | 3          | 5                 |     |   |        |        |        |        |        |

### Classement final
| Résultat | Résultat       | Rang Masters | Rang mondial | Joueur                | Matchs G - P | Sets G - P | Jeux G - P  | Points gagnés | Nouveau rang |
| -------- | -------------- | ------------ | ------------ | --------------------- | ------------ | ---------- | ----------- | ------------- | ------------ |
| 1        | Vainqueur      | 2.           | 3.           | Novak Djokovic        | 4-1 (+3)     | 9-3 (+6)   | 69-59 (+10) | 1300          | 3 (0)        |
| 2        | Finaliste      | 4.           | 5.           | Nikolay Davydenko     | 3-2 (+1)     | 7-5 (+2)   | 67-56 (+11) | 800           | 5 (0)        |
| 3        | Demi-finaliste | 3.           | 4.           | Andy Murray           | 3-1 (+2)     | 6-4 (+2)   | 50-47 (+3)  | 400           | 4 (0)        |
| 4        | Demi-finaliste | 8.           | 9.           | Gilles Simon          | 2-2 (0)      | 5-5 (0)    | 48-47 (+1)  | 400           | 7 (+2)       |
| 5        | Poule          | 1.           | 2.           | Roger Federer         | 1-2(-1)      | 4-4 (0)    | 46-41 (+5)  | 200           | 2 (0)        |
| 6        | Poule          | 7.           | 8.           | Juan Martín del Potro | 1-2 (-1)     | 2-4 (-2)   | 27-37 (-10) | 200           | 9 (-1)       |
| 7        | Poule          | 6.           | 7.           | Jo-Wilfried Tsonga    | 1-2 (-1)     | 3-5 (-2)   | 43-45 (-2)  | 200           | 6 (+1)       |
| 8        | Poule          | 2.           | 2.           | Radek Štěpánek        | 0-2 (-2)     | 0-4 (-4)   | 15-25 (-10) | 0             | 26 (+1)      |
| 9        | Poule          | 5.           | 6.           | Andy Roddick          | 0-1 (-1)     | 1-2 (-1)   | 11-13 (-2)  | 0             | 8 (-2)       |

Barème points ATP : 200 pour chaque victoire de poule + 400 pour le finaliste ou + 500 pour le vainqueur du Masters.

## Double

### Participants
Par ordre de qualification :
| #  | Rang | Joueur                               |
| -- | ---- | ------------------------------------ |
| 1. | 1    | Bob Bryan Mike Bryan                 |
| 2. | 2    | Daniel Nestor Nenad Zimonjić         |
| 3. | 3    | Mahesh Bhupathi Mark Knowles         |
| 4. | 4    | Jonas Björkman Kevin Ullyett         |
| 5. | 5    | Jeff Coetzee Wesley Moodie           |
| 6. | 6    | Lukáš Dlouhý Leander Paes            |
| 7. | 7    | Mariusz Fyrstenberg Marcin Matkowski |
| 8. | 13   | Pablo Cuevas Luis Horna              |

### Phase de groupes

#### Groupe rouge
- Bob Bryan /  Mike Bryan (no 1)
- Mahesh Bhupathi /  Mark Knowles (no 3)
- Jeff Coetzee /  Wesley Moodie (no 5)
- Pablo Cuevas /  Luis Horna (no 8)

Résultats
| Gagnants                     | Perdants                     | Score              |
| Bob Bryan Mike Bryan         | Pablo Cuevas Luis Horna      | 6-1, 7-64          |
| Mahesh Bhupathi Mark Knowles | Jeff Coetzee Wesley Moodie   | 6-2, 6-3           |
| Bob Bryan Mike Bryan         | Mahesh Bhupathi Mark Knowles | 7-5, 3-6, [10-4]   |
| Pablo Cuevas Luis Horna      | Jeff Coetzee Wesley Moodie   | 6-2, 62-7, [11-9]  |
| Pablo Cuevas Luis Horna      | Mahesh Bhupathi Mark Knowles | 63-7, 7-64, [10-5] |
| Jeff Coetzee Wesley Moodie   | Bob Bryan Mike Bryan         | 6-2, 2-6, [12-10]  |

Classement
| #  | Rang | Joueurs                         | Matchs G - P | Sets G - P | Jeux G - P |
| -- | ---- | ------------------------------- | ------------ | ---------- | ---------- |
| 1. | 1.   | Bob Bryan et Mike Bryan         | 2-1          | 5-3        | 51-42      |
| 2. | 8.   | Pablo Cuevas et Luis Horna      | 2-1          | 4-4        | 53-49      |
| 3. | 3.   | Mahesh Bhupathi et Mark Knowles | 1-2          | 4-4        | 45-51      |
| 4. | 5.   | Jeff Coetzee et Wesley Moodie   | 1-2          | 3-5        | 43-53      |

#### Groupe or
- Daniel Nestor /  Nenad Zimonjić (no 2)
- Jonas Björkman /  Kevin Ullyett (no 4)
- Lukáš Dlouhý /  Leander Paes (no 6)
- Mariusz Fyrstenberg /  Marcin Matkowski (no 7)

Résultats
| Gagnants                             | Perdants                             | Score             |
| Daniel Nestor Nenad Zimonjić         | Mariusz Fyrstenberg Marcin Matkowski | 7-64, 5-7, [10-4] |
| Jonas Björkman Kevin Ullyett         | Lukáš Dlouhý Leander Paes            | 6-3, 7-5          |
| Daniel Nestor Nenad Zimonjić         | Jonas Björkman Kevin Ullyett         | 6-1, 6-4          |
| Mariusz Fyrstenberg Marcin Matkowski | Lukáš Dlouhý Leander Paes            | 7-62, 6-3         |
| Mariusz Fyrstenberg Marcin Matkowski | Jonas Björkman Kevin Ullyett         | 6-2, 1-6, [10-6]  |
| Daniel Nestor Nenad Zimonjić         | Lukáš Dlouhý Leander Paes            | 6-1, 6-4          |

Classement
| #  | Rang | Joueurs                                 | Matchs G - P | Sets G - P | Jeux G - P |
| -- | ---- | --------------------------------------- | ------------ | ---------- | ---------- |
| 1. | 2.   | Daniel Nestor et Nenad Zimonjić         | 3-0          | 6-1        | 46-27      |
| 2. | 7.   | Mariusz Fyrstenberg et Marcin Matkowski | 2-1          | 5-3        | 47-45      |
| 3. | 4.   | Jonas Björkman et Kevin Ullyett         | 1-2          | 3-4        | 32-37      |
| 4. | 6.   | Lukáš Dlouhý et Leander Paes            | 0-3          | 0-6        | 22-38      |

#### Phase finale
|  |                                      |            |                              |            |                      |     |    |        |        |        |        |        |
|  | 1/2 finale                           | 1/2 finale | 1/2 finale                   | 1/2 finale | 1/2 finale           |     |    | Finale | Finale | Finale | Finale | Finale |
|  |                                      |            |                              |            |                      |     |    |        |        |        |        |        |
|  |                                      |            |                              |            |                      |     |    |        |        |        |        |        |
|  | Bob Bryan Mike Bryan                 | (1)        | 6                            | 6          |                      |     |    |        |        |        |        |        |
|  | Bob Bryan Mike Bryan                 | (1)        | 6                            | 6          |                      |     |    |        |        |        |        |        |
|  | Mariusz Fyrstenberg Marcin Matkowski | (7)        | 4                            | 4          |                      |     |    |        |        |        |        |        |
|  | Mariusz Fyrstenberg Marcin Matkowski | (7)        | 4                            | 4          | Bob Bryan Mike Bryan | (1) | 63 | 2      |        |        |        |        |
|  |                                      |            |                              |            |                      | (1) | 63 | 2      |        |        |        |        |
|  |                                      |            | Daniel Nestor Nenad Zimonjić | (2)        | 7                    | 6   |    |        |        |        |        |        |
|  | Daniel Nestor Nenad Zimonjić         | (2)        | Daniel Nestor Nenad Zimonjić | (2)        | 7                    | 6   | 6  | 6      |        |        |        |        |
|  | Daniel Nestor Nenad Zimonjić         | (2)        |                              |            |                      |     | 6  | 6      |        |        |        |        |
|  | Pablo Cuevas Luis Horna              | (8)        | 1                            | 3          |                      |     |    |        |        |        |        |        |
|  | Pablo Cuevas Luis Horna              | (8)        | 1                            | 3          |                      |     |    |        |        |        |        |        |